# Narcisse Bambara
Narcisse Bambara (Ouagadougou, 23 de junho de 1989) é um futebolista profissional burquinense que atua como defensor.

## Carreira
Narcisse Bambara representou o elenco da Seleção Burquinense de Futebol no Campeonato Africano das Nações de 2015.